# الأب غوريو
الأب غوريو ' قصة لأونوريه دي بلزاك بدأت أحداثها في فرنسا في عام 1834، تم نشرها في مجلة باريس الأدبية التي ظهرت في المكتبات عام 1835. وهو جزء من مشاهد الحياة الباريسية في الملهاة الإنسانية. الأب غوريو يضع الأثاث لما سيصبح حقيقة: الكوميديا الإنسانية هي بناء أدبي فريد من نوعه.

## مُلخص القصة
تبدأ القصة في وصف منزل السيدة فوكير، وهو بنزايون يقع في شارع نوف -سانت جينيفياف، والذي تملكه الأرملة فوكير.
يسكن المنزل العديد من السكان منهم: أوجين دي راستينياك وهو طالب شاب بكلية الحقوق، وشخص غامض يدعي فوتران، وصانع شعيرية متقاعد يدعي الأب غوريو.
راستينياك الذي ينحدر من أسرة متواضعة من إقليم فرنسا، انبهر بالحياة في باريس، ولقد ترك سريعاً دراساته لانشغاله بمحاولاته لاقتحامه المجتمع الراقي. وقد ساعدته في هذا ابنة عمه الكونتيسة دي بوسيون التي أطلعته علي أسرار العالم الكبير حوله. وكشفت له سر الأب غوريو: الذي كاد يُدمر ويُحطم من أجل ابنتيه: انستاسي دي ريستوه، ودلفين دي نوسينجان اللتان تبقياه بعيداً عن حياتهما. وتسابقتا إلي الحياة الأرستقراطية مع أزواجهن، لكنهما تخجلان من الطريقة التي أُثري بها والدهما. ولكن لا يحجمون عن قبول المعونة منه عندما يقعون في مشاكلهم المالية.
وفي الوقت نفسه، يكشف فوتران لأوجين دي راستينياك بسخرية طريقة عمل المجتمع، وطريقة الوصول إلي السلطة. حيث يريد أن يجمع ثروة، فيدفعه إلي الزواج من الأنسة تايفار، حيث خطط قتا أخا في مبارزة لكي يجعلها تملك الميراث. ولكن أوجين دي راستينياك يرفض اتباع فوتران في هذا العمل الإجرامي. وأقام علاقة غرامية مع دلفين، إحدي بنات الأب غوريو. تحقيق يكشف أن فوتران هو جاك كولن المحكوم عليه سابقاً، ويحمل علامة حمراء علي جلده تُعطي للمحكوم عليهم وهو ما اكتشفه يعض العملاء وأتوا لإيقافه.
الأب غوريو الذي عتقد أن بإمكانه ترك منرل السيدة فوكير والذهاب للعيش بالقرب من ابنته دلفين، قد مات عندما علم الوضع المالي الوخيم لإبنتيه حيث لم يتحمل الوضع عندما طلبوا مساعدته وليس لديه ما يعطيه لهم. تم تشخيص حالته بأنها سكتة دماغية حادة، بيانشون وهو واحد من الساكنين بالمنزل وصديق راستينياك، وهو الذي شخص حالة الأب غوريو.
حضر راستينياك جنازة الأب غوريو، بينما لم تصاحبه ابنتاه حتي إلي قبره. وعلي الرغم من تأثر راستينياك من محنة الأبو غوريو، إلا أنه أمضي قدماً وراح يبحث عن السلطة والمال وتأثر من أحياء الأغنياء التي كان يراها بباريس.

## شخصيات القصة

### أوجين دي راستينياك
أتي من شارنت لكي يدرس القانون بباريس، التقي بجاك كولن الملقب بفوتران وهو شخص شرير. وبالرغم من طوح راستينياك إلا أنه إنسان ولكنه لم يستمع لنصائح فوتران الإجرامية. صديق لهوراس بيانشون (طالب في الطب). أحب دلفين دي نوسينجان ابنة الأب غوريو.

### جون جواكيم غوريو

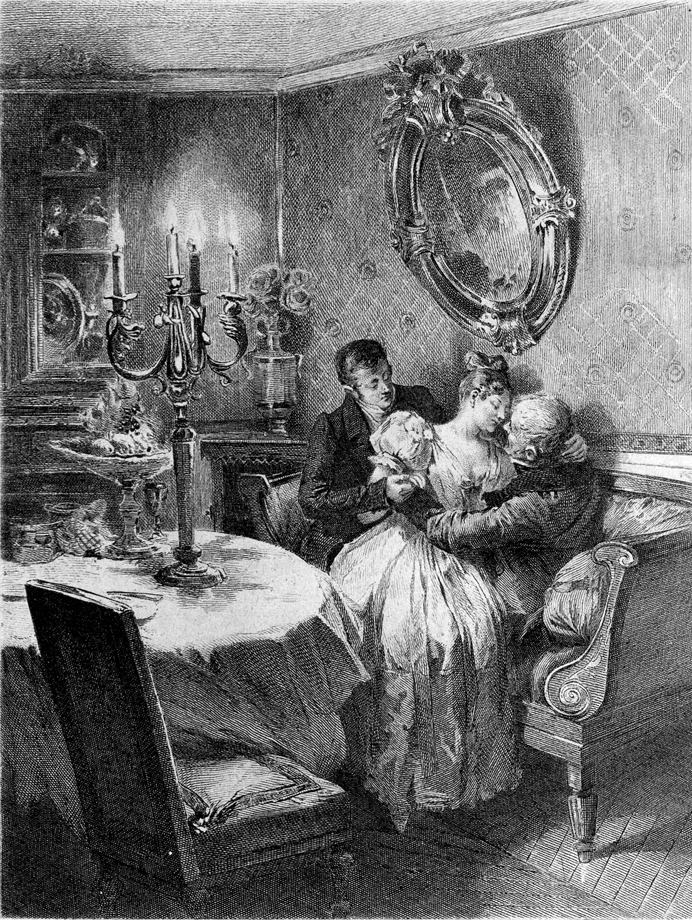
دلفين دي نوسينجان ما بين عشيقها أوجين دي راستينياك ووالدها جون جواكيم غوريو

الأب غوريو  هو صانع شعرية، صنع ثروته وقت الثورة الفرنسية. كان يحب ابنتيه بدون حدود، حيث كانا يستغلان هذا في طلب المال منه دائماً. «كان غني ولديه أكثر من ستون ألف فرنك، ومع ذلك لا يصرف مئتي فرنك علي نفسه، وكانت سعادته في إرضاء ابنتيه، وكان يطلب عناق فقط مقابل تقديم القرابين لهم فهن بمثابة آلهة له». ولكن بناته كانت ناكرات للجميل.
حتي عند وفاته، لم تتحرك أناستاسي دي ريستوه ودلفين دي نوسينجان لرؤية والدهما وتوديعه. لم يهمهم الأمر ولكن مدام دي ريستوه أتت فقط لتتأسف له قبل وفاته. مات غوريو مُفلساً؛ حيث أعطي كل مايملك لأبنتيه واضطر لبيع كل ما يملكه ليصنع لأبنته أناستاسي ثوباً.
اضطر بيانشون وراستينياك لدفع مصاريف دفنه، حيث أن غوريو لم يكن يملك سنتاً واحداً ورفضت ابنتيه دفع المال لدفنه.

### جاك كولين المُلقب بفوتران أو خادع الموت
هذا الشخص الذي أسماه بلزاك بالعمود الفقري لالملهاة الإنسانية، وقد ظهر لأول مرة في الأب غوريو. وهو مُدان هارب من العدالة من سجن تولون، وحكم عليه بتهمة التزوير. ولقد اختبأ في باريس منذ 1815 وأسمي نفسه فوتران. وخانه صديق له في السجن مُلقب بخيط الحرير. وبمُساعدة الآنسة دي ميشونوه قُبض عليه بعد التأكد من العلامة الحمراء التي على كتفه. وسجن في سجن بروشفار.
كان فوتران يضع شعراً مُستعاراً، ولون شعره الحقيقي كان أحمر.

### دلفين دي نوسينجان
الابنة الصُغري للأب غوريو، زوجة البارون دي نوسينجان، وتزوجته عام 1808. كانت دلفين لا تحب زوجها، وكانت في البداية عشيقة دي مارساي.
زوجها الغني لم يكن يعطيها إلا احتياجاتها الضرورية؛ لهذا فإن دلفين دائماً في بحث عن المال. وانتزعت من والدها كل ما يملك لسد دينها لدي جوسباك. وأصبحت العشيقة لأوجين دي راستينياك، وكانت تقابله في الشقة التي جهزها والدها لطيري الحب ظناً منه انه سيثكمل باقي أيامه معهم، ولكن خابت آماله فيما بعد.
وكانت دلفين مشغولة تماماً لتجعل فيكومتيس دي بوسيون تستضيفها، والتي كانت تحكم كل باريس. وحيث الصالون في فوبورج سانت جيرمين لا يُفتح إلا للشخصيات ذات الألقاب القيمة والموروثة، وهو ما لم يكن لدي دلفين فهي من عامة الشعب. اصطحبها أوجين دي راستينياك إلي حفلة وداع الفيكومتيسة التي كانت ستترك باريس بسبب فشل علاقتها العاطفية مع الماركيز دي أدجودا بونيتو وهجره لها وزواجه من أخرى.

### أناستاسي دي ريستوه
هي الفتاة الكُبري للأب غوريو، وهي عشيقة ماكسيم دي تراي ودفعت له ديونه لدي جوسباك. حاول معها راستينياك أن تصبح عشيقته قبل أن يحي أختها.

## روابط خارجية
- الأب غوريو على موقع الموسوعة البريطانية (الإنجليزية)
- الأب غوريو على موقع الموسوعة البريطانية (الإنجليزية)